# 동아시아 근대사 연표
동아시아 근대사 연표는 동아시아 근대사를 적은 연표이다.

## 동아시아 근대사 연표
| 연도/국가 | 중국/ 청나라                                                              | 대한민국/ 대한제국 | 일본 | 참고                                         |
| --------- | ------------------------------------------------------------------------- | --- | --- | -------------------------------------------- |
| 1840      | 제1차 아편 전쟁                                                           | | |                                              |
| 1842      | 난징조약 체결로 홍콩 할양 이후 후먼조약으로 영사 재판권과 최혜국대우 인정 | | |                                              |
| 1848      |                                                                           | 이양선이 경상/전라/황해/함경 5도에 출현                                                                               | |                                              |
| 1849      |                                                                           | 헌종 승하, 철종 즉위                                                                                                  | |                                              |
| 1850      | 도광제 붕어, 함풍제 즉위                                                  | | |                                              |
| 1851      | 태평천국의 난 발발                                                        | 안동 김씨 세도정치 시작                                                                                               | |                                              |
| 1852      | 증국번 상군 조직                                                          | | |                                              |
| 1854      |                                                                           | | 가나가와 조약으로 개항 |                                              |
| 1855      |                                                                           | | 시모다 조약 |                                              |
| 1856      | 제2차 아편 전쟁                                                           | | |                                              |
| 1858      | 아이훈조약(청러국경 협의), 텐진조약                                       | | 미일 수호 통상 조약 |                                              |
| 1860      | 이화원/원명원 파괴, 베이징조약 체결                                       | 최제우가 동학을 창시함                                                                                                | 내전 시작, 미국에 사절단 파견                                                                                                  |                                              |
| 1861      | 함풍제 붕어, 동치제 즉위, 서태후 정권 장악, 양무운동 전개(1861~1894)      | 김정호가 대동여지도를 간행                                                                                            | 러시아 쓰시마 점령 후 영국의 요구로 물러남                                                                                     |                                              |
| 1862      |                                                                           | 진주민란 등 농민항쟁 발생하여 삼정이정청 설치(임술농민봉기)                                                           | |                                              |
| 1863      |                                                                           | 고종 즉위 | 천황의 양이칙명, 시모노세키 전투, 시모노세키 폭격, 가고시마 폭격                                                               |                                              |
| 1864      | 태평천국의 난 진압                                                        | | |                                              |
| 1865      |                                                                           | 경복궁 중건 | 막부 조슈 정벌령, 시모노세키 연합 폭격                                                                                         |                                              |
| 1866      |                                                                           | 제너럴 셔먼호 사건, 병인박해와 병인양요                                                                               | 사츠마 조슈 동맹, 막부의 사츠마 죠수 정벌 실패                                                                                 |                                              |
| 1867      |                                                                           | | 프랑스 군사사절단 막부 파견, 고메이 천황 사망, 메이지 천황 즉위, 보신전쟁 시작, 대정봉환, 후쿠자와 유기치가 서양사정 출판 시작 |                                              |
| 1868      |                                                                           | 흥선대원군이 서원을 철폐, 일본국서 거부, 오페르트의 남연군 분묘 도굴 사건                                             | 메이지 유신 |                                              |
| 1869      |                                                                           | | 함관전투로 보신전쟁 종료 |                                              |
| 1871      |                                                                           | 신미양요 | 이와쿠라 사절단 파견, 폐번치현, 판적봉환                                                                                       |                                              |
| 1872      |                                                                           | 일본 부산 왜관 점령                                                                                                   | 징병제 실시, 신기관 설치 |                                              |
| 1873      |                                                                           | | 지세개정, 정한론 대두, 대만출병                                                                                                |                                              |
| 1874      | 동치제 붕어, 광서제 즉위                                                  | | 사가의 난 |                                              |
| 1875      |                                                                           | 운요호 사건 | 쿠릴-사할린 교환조약 |                                              |
| 1876      |                                                                           | 강화도 조약 체결 | |                                              |
| 1877      |                                                                           | | 사츠마 반란 |                                              |
| 1878      |                                                                           | | 대본영 설치, 죽교사건 |                                              |
| 1880      |                                                                           | 통리기무아문 설치 | |                                              |
| 1881      |                                                                           | 일본에 신사유람단, 청에 영선사 파견                                                                                   | 자유민권운동가 헌법 제정 요청                                                                                                  |                                              |
| 1882      |                                                                           | 임오군란, 조미 수호 통상 조약                                                                                         | |                                              |
| 1883      |                                                                           | 한성 순보 발간 | |                                              |
| 1884      | 중불전쟁 발발                                                             | 갑신정변 | 치치부 사건 |                                              |
| 1885      |                                                                           | 광혜원 설립, 영국이 거문도 점령 아펜젤러, 배재학당 설립                                                               | 오사카 사건, 내각제도 발족 |                                              |
| 1886      |                                                                           | 메리 스크랜턴, 이화학당 설립                                                                                          | 노르만톤호 사건 |                                              |
| 1887      |                                                                           | 보안조례로 자유민권운동 탄압                                                                                          | |                                              |
| 1889      |                                                                           | 함경도에 방곡령 | 일본제국 헌법 제정 |                                              |
| 1890      |                                                                           | | 교육칙어 발표, 총선실시 |                                              |
| 1891      |                                                                           | | 니콜라스 황태자 암살 미수 사건                                                                                                 |                                              |
| 1894      | 김옥균 상하이에서 암살, 중일갑오전쟁                                      | 갑오농민전쟁, 청일전쟁, 갑오개혁                                                                                      | 청일전쟁, 의회구성 |                                              |
| 1895      | 시모노세키 조약 체결, 러시아, 프랑스, 독일, 영국에게 영토의 조차를 허용함 | 을미사변, 단발령, 을미의병                                                                                            | 시모노세키 조약과 삼국간섭, 대만 점령                                                                                          |                                              |
| 1896      |                                                                           | 아관파천, 독립신문 창간, 독립협회 창립                                                                                | |                                              |
| 1897      |                                                                           | 대한제국 건국 | |                                              |
| 1898      | 무술정변                                                                  | 만민공동회 개최, 독립 협회 해산                                                                                       | |                                              |
| 1899      |                                                                           | 대한국 국제 반포, 경인선 개통                                                                                         | |                                              |
| 1901      | 의화단의 난                                                               | 제주민란 | |                                              |
| 1902      |                                                                           | | 러시아 견제 위한 영일동맹 |                                              |
| 1904      | 일본 여순 함락                                                            | 러일 전쟁, 한일의정서 체결, 경부선 완공                                                                               | 러일 전쟁 |                                              |
| 1905      |                                                                           | 을사늑약 체결, 을사의병                                                                                               | 포츠머스조약 체결로 러시아 만주에서 철수, 히비야 방화사건, 가쓰라-태프트 밀약, 제2차 영일 동맹                                 |                                              |
| 1907      |                                                                           | 순종 즉위, 국채보상운동, 헤이그 특사 파견, 군대 해산, 정미의병, 신민회 결성 협성신학교 개교(현 감리교신학대학교 전신) | 아주 화친회 결성 |                                              |
| 1908      | 광서제 붕어, 선통제 즉위, 흠정헌법대강                                    | | 적기사건 | 장인환 스티븐스 사살                         |
| 1909      |                                                                           | 안중근 이토 히로부미 사살, 일본군 남한대토벌                                                                          | |                                              |
| 1910      |                                                                           | 한일합방 | 대역사건, 도라노몬 사건 |                                              |
| 1911      | 신해혁명                                                                  | 105인 사건 | |                                              |
| 1912      | 청나라 멸망, 중화민국 건국                                                | 임병찬이 대한독립의군부 조직                                                                                          | 다이쇼 천황 즉위, 제1차 호헌운동                                                                                               |                                              |
| 1913      |                                                                           | | 대정 정변 |                                              |
| 1914      |                                                                           | 박용만이 하와이에서 국민군단 조직, 대한광복군정부 수립, 경원선 개통                                                   | 지멘스 사건, 1차대전에 참여 칭다오와 미크로네시아 점령                                                                         | 1차 세계대전 발발                            |
| 1915      |                                                                           | 대한광복회 조직, 박은식 한국통사 발간                                                                                 | 중국에 21개조 요구 |                                              |
| 1916      | 원세개의 죽음으로 군벌 난립                                               | | |                                              |
| 1917      |                                                                           | | 만주문제에 대해 란싱-이시 협약                                                                                                 | 러시아 혁명                                  |
| 1918      |                                                                           | 토지조사사업 완료, 대한독립선언서 발표                                                                                | 시베리아 출병, 쌀 폭동 | 윌슨 14개 평화원칙 발표                      |
| 1919      | 오사운동                                                                  | 2·8 독립선언, 고종 붕어, 삼일운동, 대한민국 임시정부 수립, 의열단 조직                                                | 베르사이유 조약에 전승국으로 참여, 일본노동당 창립                                                                             |                                              |
| 1920      |                                                                           | 봉오동전투, 청산리전투, 조선일보/동아일보 창간                                                                        | 니코 사건 |                                              |
| 1921      | 중국공산당 창립                                                           | | | 러시아 내전 종료                             |
| 1922      |                                                                           | 이광수 민족개조론 발표                                                                                                | 일본공산당 창립 |                                              |
| 1923      |                                                                           | 암태도 농민항쟁, 관동대학살, 상해에서 국민대표회의 개최                                                               | 관동대지진, 기타 잇키 일본개조안대강 발표                                                                                      |                                              |
| 1924      |                                                                           | 조선청년동맹/조선노농총동맹 결성                                                                                      | 제2차 호헌운동, 정우당 분열, 정우본당과 국본사 창립                                                                            |                                              |
| 1925      | 손문이 죽고 장개석 계승                                                   | 조선공산당 결성 | 일소기본조약 체결 |                                              |
| 1926      | 북벌 시작                                                                 | 순종 붕어, 6·10 만세운동                                                                                              | 쇼와 천황 즉위, 오카와 슈메이 일본과 일본인의 도 발표                                                                          |                                              |
| 1927      | 상하이 참변으로 중국국공내전 시작, 난창 봉기                              | 신간회 결성 | |                                              |
| 1928      | 북경 탈환과 만주군벌 장학량 항복으로 북벌 종료                            | 원산 총파업, 한글날 제정                                                                                              | |                                              |
| 1929      |                                                                           | 광주학생운동, 국민부 조직                                                                                             | 경제대공황 시작 |                                              |
| 1930      | 중원대전                                                                  | | 런던해군협정 조인 |                                              |
| 1931      | 만주사변                                                                  | | |                                              |
| 1932      | 만주국 성립, 선통제 푸이 황제에 복위, 상해 사변                           | 이봉창/윤봉길 의거 | 경제대공황에서 회복, 5·15 쿠데타 실패                                                                                          |                                              |
| 1933      | 탕구협정으로 열하이북의 만주국 승인                                       | 한국 맞춤법 통일안 발표                                                                                               | 국제연맹 탈퇴 |                                              |
| 1934      | 중국 공산당 장정 시작                                                     | 조선 농지령 공법 | |                                              |
| 1935      |                                                                           | 민족혁명당 결성 | 천황기관설 사건 |                                              |
| 1936      | 서안사변으로 2차 국공합작                                                 | 손기정 베를린 올림픽 마라톤 우승                                                                                      | 2·26 쿠데타 실패, 일독방공협정                                                                                                 |                                              |
| 1937      | 노구교 사건, 중일전쟁 발발, 난징대학살, 중소불가침조약, 제2차 국공 합작   | 신사참배강요 | 대본영 상설화 |                                              |
| 1938      | 일본 산동점령, 대아장회전                                                 | 조선의용대 조직 | 호주가 광물수출 중단, 장고봉 전투에서 패배, 국가총동원법 발효                                                                  |                                              |
| 1939      |                                                                           | 국민 징용령 | 할힌골 전투에서 패배 | 독일의 폴란드 침공으로 2차 세계대전 발발     |
| 1940      |                                                                           | 한국 광복군 창설, 창씨개명                                                                                            | 베트남 침공, 일독이삼국군사동맹                                                                                                | 독일 파리점령                                |
| 1941      | 일본 홍콩점령                                                             | 임시정부 대일선전포고                                                                                                 | 일소중립조약체결, 진주만 공격으로 태평양전쟁 시작                                                                              | 독일 소련 침공                               |
| 1942      | 장제스 인도독립 지지                                                      | 조선어학회 사건 | 버마 점령, 미드웨이 해전에서 패배                                                                                              |                                              |
| 1943      |                                                                           | | 대동아회의 개최 | 카이로 회담에서 한국독립 약속, 이탈리아 항복 |
| 1944      | 일본 이치고 작전으로 후난, 허난, 광시 점령                                | 여자정신대 근무령 시행, 여운형이 건국 동맹 결성                                                                       | |                                              |
| 1945      | 전쟁 승리                                                                 | 해방, 조선인민공화국 수립 공포, 미·소 양군 주둔                                                                       | 원폭 투하, 태평양전쟁 항복, 미군 주둔                                                                                          | 독일, 일본 항복                              |

## 같이 보기
- 한국사_연표
- zh:中国历史年表
- zh:中华人民共和国历史年表
- zh:中華民國歷史年表
- zh:日本历史年表
- ja:日本史の出来事一覧
- ja:日本の合戦一覧